# OpenSSL
OpenSSL è un'implementazione open source dei protocolli SSL e TLS.
Basato, in origine, sulle librerie SSLeay di Eric Young e Tim Hudson, è disponibile per la maggior parte dei sistemi operativi unix-like, tra cui GNU/Linux e macOS, ma anche per Microsoft Windows.

## Caratteristiche
Nei diversi linguaggi di programmazione sono disponibili procedure che permettono di accedere alle funzioni della libreria OpenSSL. Le librerie di base (scritte in linguaggio C) eseguono le funzioni crittografiche principali.

### Algoritmi implementati
Supporta diversi algoritmi crittografici:
- Cifrari: Blowfish, Camellia, CAST, DES, RC2, RC4, RC5, IDEA, AES

- Funzioni hash crittografiche: MD5, MD2, SHA, MDC-2

- Crittografia a chiave pubblica: RSA, DSA, Scambio di chiavi Diffie-Hellman

- Funzioni di Autenticazione dei messaggi: HMAC, MD2, MD4, MD5, MDC2, RIPEMD, SHA

- Certificati: X.509

### Conformità allo standard FIPS
Negli USA l'Open Source Software Institute, un'organizzazione senza fini di lucro formata da rappresentanti del governo, dell'industria e del mondo accademico allo scopo di promuovere l'adozione dei programmi open source nelle università e negli enti governativi, sta tentando di far ottenere a OpenSSL la conformità FIPS 140-2 (Federal Information Processing Standard FIPS Publication 140-2), uno standard per la sicurezza informatica usato per certificare i programmi crittografici.

### Licenza
OpenSSL utilizza un sistema dual-license (doppia licenza), la OpenSSL License e la SSleay License. Normalmente in un sistema a doppia licenza è possibile scegliere quale delle due licenze adottare; nel caso della OpenSSL occorre seguire entrambe. La licenza risultante è simile a quella di Apache.
La licenza richiede che la frase "This product includes software developed by the OpenSSL Project for use in the OpenSSL Toolkit" appaia come clausola pubblicitaria, che la rendono incompatibile con la licenza GPL. Non è ben chiaro se la OpenSSL rientri nella eccezione della GPL riguardo alle librerie di sistema. Alcuni autori preferiscono inserire una esplicita GPL linking exception per permettere l'utilizzo della OpenSSL nel loro software. Altri hanno preferito sostituirla con la GnuTLS.

## Bug

### Debian
Il 13 maggio 2008 è stato scoperto un grave problema di sicurezza nel pacchetto OpenSSL di Debian GNU/Linux. La versione implementata in Debian, Ubuntu e altre distribuzioni derivate generava infatti chiavi vulnerabili. Una correzione risalente al settembre 2006, infatti, aveva eliminato il codice che utilizzava parti della memoria non inizializzate per aumentare l'entropia del generatore di chiavi, utilizzando come valore variabile solo il numero del processo. Questa modifica aveva ridotto il numero di chiavi generabili da 21024 o 22048 a solo 215, quindi ad appena 32768 valori possibili.
Questo bug è stato rapidamente corretto ma tutte le chiavi generate su sistemi Debian e derivati nel frattempo andrebbero rigenerate.

### Il bug Heartbleed

Logo convenzionale del bug Heartbleed

Il bug, scoperto nella versione 1.0.1f da un gruppo di ricercatori del team Codenomicon, permette a un malintenzionato di accedere in chiaro a tutti i dati criptati inviati dall'utente, senza lasciare alcuna traccia. La National Security Agency statunitense, secondo le rivelazioni di Edward Snowden, sarebbe stata a conoscenza già due anni prima del pericoloso difetto del programma, tacendo al riguardo.
Nel 2014 è stato valutato che oltre il 66% dei siti Web sia vulnerabile all'attacco.

## Cronologia principali versioni pubblicate
- OpenSSL 0.9.3,  pubblicata il 25 maggio 1999
- OpenSSL 0.9.4, pubblicata il 9 agosto 1999
- OpenSSL 0.9.5, pubblicata il 28 febbraio 2000
- OpenSSL 0.9.6, pubblicata il 25 settembre 2000
- OpenSSL 0.9.7, pubblicata il 31 dicembre 2002
- OpenSSL 0.9.8, pubblicata il 5 luglio 2005
- OpenSSL 1.0.0 pubblicata il 29 marzo 2010
- OpenSSL 1.0.1, pubblicata il 14 marzo 2012
- OpenSSL 1.0.1g, pubblicata il 11 aprile 2014
- OpenSSL 1.0.1t pubblicata il 3 maggio 2016
- OpenSSL 1.0.2t, pubblicata il 10 settembre 2019
- OpenSSL 1.1.0l  pubblicata il 10 settembre 2019
- OpenSSL 1.1.1j, pubblicata il 16 febbraio 2021
- OpenSSL 1.1.1m  pubblicata il 14 dicembre 2021

## Alternative
- GnuTLS della Free Software Foundation è una libreria analoga che svolge le stesse funzioni, ma compatibile con la licenza GNU Lesser General Public License.